# Włodzimierz Kodrębski (pułkownik)
Włodzimierz Kodrębski (ur. 17 grudnia 1864 w Nowym Sączu, zm. prawdop. 7 grudnia 1940 w Sosnowce) – pułkownik kawalerii Wojska Polskiego.

## Życiorys
Włodzimierz Kodrębski urodził się 17 grudnia 1864 w Nowym Sączu.
Został oficerem c. i k. armii. W 1903, będąc w stopniu rotmistrza, wraz z żoną Zofią z domu Foryst (córka tarnowskiego adwokata Piotra Forysta), został właścicielem dworku Ignacego Paderewskiego w Kąśnej Dolnej, który potem zbył na rzecz Stanisława Nowaka. Był członkiem dożywotnim Towarzystwa Szkoły Ludowej (mieszkając w Kąśnej Dolnej należał do koła grybowskiego TSL). Podczas I wojny światowej jako rotmistrz w stanie spoczynku 7 pułku ułanów w sierpniu 1916 został mianowany na stopień majora.
Po odzyskaniu przez Polskę niepodległości wstąpił do Wojska Polskiego. W 1920 w stopniu podpułkownika był dowódcą Wołkowyskiego Okręgu Etapowego. Został awansowany na stopień pułkownika kawalerii ze starszeństwem z dniem 1 czerwca 1919. W latach 20. jako emerytowany oficer zamieszkiwał w Nowym Sączu. W 1934 jako pułkownik przeniesiony w stan spoczynku był przydzielony do Oficerskiej Kadry Okręgowej nr III jako oficer w dyspozycji dowódcy O.K. III w Grodnie i pozostawał wówczas w ewidencji Powiatowej Komendy Uzupełnień Wołkowysk.
Podczas II wojny światowej zaginął, według jednej relacji zmarł 7 grudnia 1943 na obszarze ZSRR w miejscowości Sosnowka (obwód archangielski).

## Odznaczenie
- Krzyż Walecznych (przed (1923)